# 국립중원문화유산연구소
국립중원문화유산연구소(國立中原文化遺産硏究所, Jungwon National Research Institute of Cultural Heritage), 과거 국립중원문화재연구소(國立中原文化財硏究所)는 국립문화유산연구원의 소속기관이다. 2007년 11월 30일 발족하였으며, 충청북도 충주시 남한강로 38에 위치하고 있다. 소장은 서기관·기술서기관 또는 학예연구관으로 보한다.

## 연혁
- 2007년 11월 30일: 국립문화재연구소 소속으로 국립중원문화재연구소 설치.[2]
- 2007년 12월 11일: 국립중원문화재연구소 개소(임시청사). 초대 신창수 소장 부임.
- 2008년 9월 1일: 제2대 김성배 소장 부임.
- 2009년 2월 9일: 제3대 연웅 소장 부임.
- 2010년 2월 8일: 제4대 김성범 소장 부임.
- 2013년 2월 4일: 제5대 김삼기 소장 부임.
- 2014년 3월 12일: 제6대 김덕문 소장 부임.
- 2014년 12월 11일: 신청사 완공.
- 2015년 3월 2일: 제7대 최병선 소장 부임.
- 2016년 2월 12일: 제8대 박종익 소장 부임.
- 2018년 3월 30일: 제9대 노명구 소장 부임.
- 2019년 7월 11일: 제10대 김지연 소장 부임.
- 2020년 8월 10일: 제11대 문재범 소장 부임.
- 2020년 11월 19일: 제철기술 복원실험장 준공.
- 2023년 10월 23일: 제12대 조상순 소장 부임.
- 2024년 5월 17일: 국가유산청 개청 등 국가유산체계 변화에 따라 국립중원문화유산연구소로 개칭.

## 관할구역
- 강원도
- 충청북도

## 조직

### 소장
- 기획운영과[3]
- 학예연구실[4]